# Virtual Volleyball
Virtual Volleyball (バーチャル バレーボール) est un jeu vidéo de volley-ball développé par SIMS Co. et éditié par Imagineer, sorti au Japon en 1995 sur Saturn.